# Internaționala Liberală
Internaționala Liberală este o organizație internațională ce reunește partidele de orientare liberală din întreaga lume. A fost constituită la congresul mondial al liberalilor de la Oxford din 1947. După Congresul de la Marrakech (noiembrie 2006) din Internațională fac parte (cu statut de membru sau observator) 93 de partide. Documentele constitutive ale organizației sunt Manifestul Liberal din 1947, Declarația de la Oxford din 1967 și Apelul Liberal de la Roma din 1981. Documentul oficial pe baza căruia funcționează organizația este Constituția Internaționalei Liberale, amendată și adoptată în cadrul Congresului Internaționalei Liberale de la Oxford din noiembrie 1997. 
Scopul proclamat al Internaționalei Liberale este să întărească legăturile dintre partidele liberale, să contribuie la consolidarea unei societăți bazate pe libertate individuală, responsabilitate personală și justiție socială, și să furnizeze mijloacele necesare cooperării și schimbului de informații dintre organizațiile membre din toată lumea. 
Autoritatea supremă în interiorul organizației este Congresul. La fiecare 18 luni este organizată o reuniune a reprezentanților partidelor membre în scopul de a stabili politica și de a monitoriza activitatea Internaționalei Liberale. Congresul este organizat în diferite părți ale lumii la invitația partidelor membre și oferă o oportunitate de comunicare pentru liberalii din întreaga lume. 
În perioada dintre congrese, organul suprem este Comitetul Executiv care se reunește cel puțin de două ori pe an și este format din reprezentanți ai tuturor partidelor membre. Organele executive ale Internaționalei Liberale sunt Biroul și Secretariatul. Secretariatul este responsabil pentru organizarea întâlnirilor Biroului, Comitetului Executiv și Congresului, având totodată și rolul de a acorda asistență partidelor membre și de a monitoriza activitatea internațională. Sediul secretariatului Internaționalei Liberale se află la Londra. 
Printre partidele membre ale Internaționalei Liberale se numără Partidul Național Liberal din România. 
Președintele Internaționalei este lordul John Alderdice (Marea Britanie).